# Кіт-Карсон (Колорадо)
Кіт-Карсон (англ. Kit Carson) — місто (англ. town) в США, в окрузі Шаєнн штату Колорадо. Населення — 255 осіб (2020).

## Географія
Кіт-Карсон розташований за координатами 38°45′46″ пн. ш. 102°47′43″ зх. д. / 38.76278° пн. ш. 102.79528° зх. д. (38.762823, -102.795366).  За даними Бюро перепису населення США в 2010 році місто мало площу 1,51 км², уся площа — суходіл.

## Демографія
Згідно з переписом 2010 року, у місті мешкали 233 особи в 94 домогосподарствах у складі 56 родин. Густота населення становила 154 особи/км².  Було 146 помешкань (97/км²).
Расовий склад населення:
| - 83,7 % — білих - 3,0 % — чорних або афроамериканців - 1,7 % — корінних американців - 0,9 % — азіатів - 0,4 % — вихідців з тихоокеанських островів - 9,4 % — осіб інших рас |

До двох чи більше рас належало 0,9 %. Частка іспаномовних становила 18,0 % від усіх жителів.
За віковим діапазоном населення розподілялося таким чином: 30,5 % — особи молодші 18 років, 48,9 % — особи у віці 18—64 років, 20,6 % — особи у віці 65 років та старші. Медіана віку мешканця становила 39,6 року. На 100 осіб жіночої статі у місті припадало 108,0 чоловіків;  на 100 жінок у віці від 18 років та старших — 95,2 чоловіків також старших 18 років.
Середній дохід на одне домашнє господарство  становив 49 849 доларів США (медіана — 45 000), а середній дохід на одну сім'ю — 67 375 доларів (медіана — 68 750). За межею бідності перебувало 11,9 % осіб, у тому числі 0,0 % дітей у віці до 18 років та 16,0 % осіб у віці 65 років та старших.
Цивільне працевлаштоване населення становило 93 особи. Основні галузі зайнятості: освіта, охорона здоров'я та соціальна допомога — 33,3 %, транспорт — 16,1 %, сільське господарство, лісництво, риболовля — 11,8 %.